# Rue de la Tour-des-Dames
Rue de la Tour-des-Dames är en gata i Quartier Saint-Georges i Paris nionde arrondissement. Rue de la Tour-des-Dames är uppkallad efter en väderkvarn, moulin aux dames, vilken ägdes av "dames", det vill säga abbesses de Montmartre. Rue de la Tour-des-Dames börjar vid Rue Catherine-de-La-Rochefoucauld 7 och slutar vid Rue Blanche 12 och Rue Jean-Baptiste Pigalle 2.

## Omgivningar
- Sainte-Trinité
- Square Alex-Biscarre
- Square d'Estienne-d'Orves

## Bilder
| - Gatuskylt. - Sainte-Trinité. - Square Alex-Biscarre. - Square d'Estienne-d'Orves. |

## Kommunikationer
- Tunnelbana – linje  – Trinité – d'Estienne d'Orves
- Tunnelbana – linje  – Saint-Georges
- Busshållplats Trinité – Paris bussnät

### Webbkällor
- ”Rue de la Tour-des-Dames”. Mairie de Paris. https://web.archive.org/web/20160303215049/http://www.v2asp.paris.fr/commun/v2asp/v2/nomenclature_voies/Voieactu/9355.nom.htm. Läst 19 augusti 2023.
- ”Rue de la Tour-des-Dames”. Les rues de Paris. https://web.archive.org/web/20190926230743/http://www.parisrues.com/rues09/paris-09-rue-de-la-tour-des-dames.html. Läst 19 augusti 2023.